# 吉野勝秀
吉野 勝秀（よしの かつひで、1968年4月27日 - ）は日本の実業家かつ投資家。
千葉県松戸市出身。株式会社新東京グループ（証券コード:6066）の創業者で代表取締役社長。

## 略歴
1986年、社会に出た直後より産業廃棄物の収集運搬業を個人で開始。1992年、株式会社新東京開発を設立、代表取締役社長に就任。1999年、第1号の工場となる白井工場をオープン。
2009年8月、株式会社エコロジスタを設立、代表取締役社長就任。同年9月、第2号の工場となるエコロジスタをオープン。2012年1月、株式会社メッツ(証券コード4744)のTOBを発表し同2月に手続き完了。
同年6月持株会社である株式会社新東京グループを設立、代表取締役社長就任。また9月25日に東京証券取引所 TOKYO PRO Marketへマーケット設立後の第1号として、中核持株会社の株式会社新東京グループを
上場。
2013年5月、メッツの黒字化を達成したことを公表。また2013年11月、GFA株式会社(証券コード8783)の第三者割当増資を公表し、筆頭株主となる。その後同社の再生を実施。
2020年9月、省電舎ホールディングス （東証二部証券コード1711）の第三者割当増資を実施。同月新株予約権を行使し32.58%を株式を保有する筆頭株主となった。
資本提供額は、第三者割当増資と新株予約権の行使を合わせ総額6.6億円となる。
2021年12月、金融庁に対し適格機関投資家等特例業者等の届出を提出し、プライベートファンド設立の準備に入った。
2023年7月、環境活動への支援が評価され、紺綬褒章を受章。